# Balance & Options
Balance & Options è il quinto album in studio del rapper statunitense DJ Quik, pubblicato il 16 maggio del 2000 dalle etichette discografiche Arista Records e BMG.

## Accoglienza
| Recensione       | Giudizio |
| ---------------- | -------- |
| AllMusic         |          |
| RapReviews       |          |
| Rolling Stone    |          |
| Robert Christgau | ***      |

Balance & Options ha ottenuto recensioni entusiastiche da parte della critica specializzata. Rolling Stone gli assegna 3.5/5 stelle scrivendo che «potrebbe essere l'album hip-hop più inaspettatamente progressivo dell'anno.» Nathan Rabin di The A.V. Club nota come il rapper-producer si sia spostato dai temi gangsta ad altri più positivi – senza tralasciare la misoginia e l'omofobia – e come il suo groove p-funk sia innegabile. Allmusic gli assegna 2.5/5 stelle, invece Steve Juon per RapReviews elogia il quinto prodotto in studio di Quik, in particolare la produzione (dieci decimi): «c'è una sola costa per la musica di Quik, quella universale.»
Tuttavia, nonostante le recensioni positive, lo stesso DJ Quik ha dichiarato successivamente di "non aver dato tutto" e di "non essere stato al passo con i trend del momento".

## Tracce
1. Change Da Game (feat. Mausberg) – 4:04 (David Blake, Johnny Burns)
2. Did Y'all Feel Dat (feat. Mausberg & Skaboobie) – 3:27 (David Blake, Johnny Burns)
3. We Came 2 Play (feat. AMG & James DeBarge) – 3:49 (David Blake, James DeBarge, Jason Lewis)
4. Pitch in on a Party – 4:06 (David Blake)
5. I Don't Wanna Party Wit U – 5:06 (David Blake)
6. Motex Records I (Interlude) – 1:43 (David Blake)
7. Sexuality – 4:03 (David Blake)
8. How Come? – 3:53 (David Blake)
9. U Ain't Fresh (feat. Erick Sermon & Kam) – 3:54 (David Blake, Joe Malloy, Craig Miller, Erick Sermon, Rudy Sheriff, William Stroman)
10. Roger's Groove – 2:48 (David Blake)
11. Motex Records II (Interlude) – 0:36 (David Blaks)
12. Quikker Said Than Dunn – 3:44 (Andre Young, David Blake, Antoine Carraby, Eddie Floyd, O'Shea Jackson, Rahiem Thomas, Eric Wright)
13. Straight From the Streets (Interlude) – 1:30 (David Blake)
14. Speak on It (feat. AMG & Mausberg) – 2:32 (David Blake, Johnny Burns, Jason Lewis)
15. Do Whatcha Want (feat. Digital Underground & AMG) – 5:08 (David Blake, Ron Brooks, Ronnie Caldwell, Ben Cauley, Gregory Jacobs, Jason Lewis)
16. Well (feat. Mausberg & Raphael Saadiq) – 5:42 (David Blake, Courtney Branch, Johnny Burns, Warryn Campbell, Charles Wiggins)
17. Quik's Groove V – 4:58 (David Blake)
18. Do I Love Her? (feat. Suga Free) – 4:00 (David Blake, Dejuan Walker)
19. Tha Divorce Song (feat. James DeBarge) – 3:33 (George Archie, David Blake, James DeBarge)
20. Balance & Options (Outro) – 1:08 (David Blake)

## Successo commerciale
Balance & Options ha esordito al 18º posto della Billboard 200 e al quinto posto degli gli album hip hop con 68 000 copie vendute, segnando il suo terzo ingresso nella top 20 della classifica statunitense. L'album è rimasto 13 settimane in classifica e al 21 marzo 2002 aveva venduto 324 000 copie negli Stati Uniti.

## Classifiche
| Classifica (2000) | Posizione massima |
| ----------------- | ----------------- |
| Stati Uniti       | 18                |